# Disonycha pluriligata
Disonycha pluriligata är en skalbaggsart som först beskrevs av J. L. Leconte 1858.  Disonycha pluriligata ingår i släktet Disonycha och familjen bladbaggar. Inga underarter finns listade i Catalogue of Life.